# Begonia dolichocarpa
Espèce
Begonia dolichocarpa est une espèce de plantes de la famille des Begoniaceae.
Elle a été décrite en 2012 par Deden Girmansyah.